# Maria Hofer
Maria Francisca Friederica Hofer, auch Marie Hofer (* 6. Juli 1894 in Amstetten; † 15. August 1977 in Kitzbühel) war eine österreichische Organistin, Pianistin und Komponistin.

## Leben
Maria Hofer wurde als Tochter des Rechnungsrevidenten Michael Hofer und der Albertina Anna Hofer, geb. Lindemann, in Amstetten geboren. Die Familie übersiedelte bald nach Wien, wo sie vermutlich auch vorher schon gelebt hatte. Maria Hofer wurde früh musikalisch gefördert. Ihre ersten Lehrer waren Ernst Ludwig und Hermann Graedener, die sie vermutlich privat unterrichteten. 1912 bestand sie die Aufnahmeprüfung für die k.k. Akademie für Musik und darstellende Kunst in Wien und absolvierte in nur einem Jahr den Lehrerbildungskurs bei Ernst Ludwig, Richard Stöhr und Franz Schmidt.
In der Zeit des Ersten Weltkriegs war sie als Musiklehrerin in Wien und Budapest tätig. Victor Boschetti, Domorganist zu St. Stephan in Wien, ermöglichte ihr, Orgeldienste zu versehen. Sie lernte zu improvisieren und die ersten Kompositionen entstanden. Von 1917 bis 1918 besuchte sie erneut die Akademie und studierte Orgel bei Rudolf Dittrich. Sie machte sich einen Namen als Pianistin und hatte zwischen 1916 und 1919 zahlreiche Auftritte im Wiener Konzerthaus. Bei einer Konzertreise 1922/1923 nach Skandinavien lernte sie den dänischen Komponisten Paul von Klenau kennen, der ihr einen Kontakt zur Universal Edition in Wien verschaffte. Dort wurde sie als Lektorin für Orgelmusik angestellt, arbeitete mit Josef Venantius von Wöss zusammen und kam in Kontakt zu Musikern wie Arnold Schönberg, Alban Berg, Egon Wellesz, Anton von Webern oder Béla Bartók und Schriftstellern wie Stefan Zweig und Franz Werfel. Eine enge Freundschaft verband sie mit dem Direktor der Universal Edition, Emil Hertzka und insbesondere seiner Frau Yella Hertzka. Die beiden förderten sie sehr und verlegten auch einige ihrer Werke. Etliche Jahre wohnte Maria Hofer in der Villa der Hertzkas in Grinzing.
Maria Hofer war sportlich, spielte Tennis und ritt. Bereits in den 1920er Jahren besaß sie einen Führerschein. Sie stand der Frauen- und der Friedensbewegung nahe, auf Anregung Friederike Zweigs trat sie der Internationalen Frauenliga für Frieden und Freiheit bei.
Nach dem Anschluss Österreichs 1938 und der als „Judenverlag“ erzwungenen Schließung der Universal Edition emigrierte Maria Hofer mit der verwitweten Yella Hertzka nach London, kehrte aber nach mehreren Monaten zurück und ließ sich im August 1939 in Kitzbühel nieder. Wegen „Beleidigung des Führers, Verdachts des Abhörens verbotener Auslandssender und Lebensmittelhamsterei“ wurde sie 1941/42 für acht Monate inhaftiert. 
Hofer spielte Orgel in Kitzbühel und Kirchberg. Nach 1945 erhielt sie zahlreiche Aufträge und gab Konzerte. Auf ihre Initiative wurde 1950 für die Liebfrauenkirche in Kitzbühel ein Glockenspiel angeschafft, für das sie „Tonmonogramme“, kleine Kompositionen auf Grundlage der Namen von Personen aus ihrem Umfeld und von berühmten Persönlichkeiten schuf. 1959 wurde sie festangestellte Organistin an der Stadtpfarrkirche Kitzbühel. Um 1974/1975 lebte sie für zwei Jahre in Hopfgarten im Brixental.
Ihre kreativste Phase als Komponistin hatte Maria Hofer von Mitte der 1930er bis Anfang der 1950er Jahre. In dieser Zeit entstanden ihr einziges symphonisches Werk, der Totentanz nach dem gleichnamigen Gemälde von Albin Egger-Lienz, daneben Klavier- und Orgelstücke, Lieder, Bühnenmusik und anderes mehr. Die Kompositionen aus dieser Zeit sind stilistisch der Avantgarde des ersten Drittels des 20. Jahrhunderts verpflichtet und stehen in Verwandtschaft zu Arnold Schönberg, Alban Berg, Max Reger, Igor Strawinsky und den französischen Impressionisten. In ihren letzten Lebensjahren beschränkte sie sich hingegen auf kirchliche Gebrauchsmusik, Auftragswerke für Vereine und ähnliches und vernichtete viele ihrer Kompositionen aus früheren Jahren. Das dadurch nur lückenhaft erhaltene Œuvre weist erhebliche qualitative und stilistische Unterschiede auf und führte zu Spekulationen über die Authentizität bzw. Autorenschaft mancher Stücke. Die erhaltenen Werke Hofers wurden 2006 unter der Leitung von Bernhard Sieberer auf CD eingespielt.

## Werke
- Toccata für Orgel, 1937
- 4 Lieder in memoriam, 1945
- Kerkerlieder, 1945
- Totentanz für Orchester, 1947
- Die Maschine, Toccata für Klavier, 1947
- Spiritualia Cantabilia, Kantate für kleines Kammerorchester, 1948
- König Susan, Orchesterballade, 1948 (Text: Paula Preradović)
- Normandie-Lieder für hohe Singstimme und Klavier, 1948
- Bühnenlieder zum Theaterstück Wir könnten gerettet werden von Alma Holgersen, 1949
- Friedenshymne für Orgel
- Ballada für Violoncello mit Klavierbegleitung
- Tonmonogramme auf die Namen berühmter Persönlichkeiten für Glockenspiel
- 8 Messen